# Jiří Lábus
Jiří Lábus (n. 26 ianuarie 1950, Praga, Cehoslovacia) este un actor și scenarist ceh, celebru pentru interpretarea rolului vrăjitorului Rumburak din trei seriale TV.

## Filmografie
- 1974 Îndrăgostiții anului unu (Milenci v roce jedna), regia Jaroslav Balík
- 1976 Al doilea start (Hřiště), regia Stepán Skalský
- 1979-1981Arabela (serial TV) - Rumburak
- 1981Vizitatorii (serial TV) - polițist
- 1983 Salutări cordiale de pe Terra (Srdečný pozdrav ze zeměkoule), regia Oldrich Lipský
- 1985 Rumburak - Rumburak
- 1993 Arabela se întoarce (serial TV) - Rumburak
- 2008 Vaclav - Predseda

## Legături externe
- Cinemagia - Jiří Lábus
- Jiří Lábus la Internet Movie Database